# Cyril Esquirol
Cyril Esquirol   (Grassa, 30 de juliol de 1969) és un antic pilot de motociclisme occità. Sis vegades Campió de França d'enduro i guanyador del Trofeu als Sis Dies Internacionals (ISDE) del 2001 amb la selecció francesa, té el rècord de victòries (quatre entre el 1994 i el 1999) a la Gilles Lalay Classic, considerada la prova d'enduro més dura del món.

## Biografia
Esquirol va passar la major part de la seva carrera com a pilot d'enduro. El 1990 va guanyar el Campionat de França de l'especialitat en la categoria de 125cc amb KTM. Dos anys després, amb Husqvarna, en va ser el campió absolut.
A partir de 1992 va participar en la Gilles Lalay Classic (GLC), una prova ideada per Gilles Lalay. Els dos primers anys simplement va acabar la cursa, mentre que la victòria se l'endugué el suec Sven-Erik Jönsson en totes dues edicions. El 1994, però, Esquirol va aconseguir la seva primera victòria a la cursa, per davant de Jönsson, que fou segon. El 1995, Esquirol va tornar a guanyar la GLC en una edició d'antologia durant la qual només quatre pilots van poder acabar la cursa i arribar a la Côte du Corbeau Mort, on es decidia el resultat. Darrere d'Esquirol, guanyador, els altres tres varen ser Laurent Charbonnel, Stéphane Peterhansel i Arnaldo Nicoli.
A començaments de 1996, Esquirol va participar al Ral·li Dakar amb una Cagiva. Víctima d'una caiguda durant l'onzena etapa, es va lesionar la mà i va haver de retirar-se. Aquesta lesió li va impedir de participar en la GLC aquell any, l'única vegada en la seva carrera que no va disputar la prova des del 1992. El 1997, tornat a la GLC, va acabar-hi en posició de podi abans de tornar-la a guanyar el 1998 i el 1999. El 2001, la darrera edició de la prova, es va retirar (l'única vegada en la seva carrera que no va poder acabar la Gilles Lalay Classic).
El 2011, Esquirol va tornar al Dakar, més de quinze anys després de la seva primera participació. Víctima d'una caiguda a la primera etapa, es va haver de retirar i tot seguit va abandonar les competicions de motociclisme. Tanmateix, a partir del 2012 va esdevenir copilot de Jean-Louis Schlesser en un buggy i va participar en l'Africa Eco Race. El duet va guanyar l'esdeveniment els anys 2012 i 2013.

## Palmarès
- 6 Campionats de França d'enduro: 
  - 1 de 125cc (1990)
  - 1 de Scratch (1992)
  - 4 de 4T (1996, 1998, 1999, 2001)
- 4 Victòries a la Gilles Lalay Classic: 1994-1995, 1998-1999
- 1 Victòria a la Grappe de Cyrano: 1999
- 6 Podis al Trèfle lozérien: 1992-1995, 1997, 2003